# 木島杏奈
木島 杏奈（きじま あんな、1998年1月29日 - ）は、日本の元女優、愛知県出身。

## 略歴
2004年、セントラルジャパンに所属し、芸能界デビュー。名古屋を拠点に芸能活動を行う。2010年よりNHK教育『天才てれびくんシリーズ』にてれび戦士として2年間出演。
大学受験のために芸能活動を休止し、東京の大学への進学を機に上京。2015年、太田プロダクションのワークショップに参加したことをきっかけに、12月より同社所属となる。
2021年11月28日に鎮西寿々歌のYouTubeチャンネル「おすずのあいまいにぃ〜」で生配信に電話出演、既に芸能界を引退していることを報告した。

## 作品

### シングル
- Sky is the limit（2013年） - WDC2013イメージソング
- 愛しのエビフライ（2014年） - 『黄金鯱伝説グランスピアー 2ndシーズン』エンディングテーマ

## 出演

### バラエティ
- 天才てれびくんMAX / 大!天才てれびくん（2010年4月 -2012年3月、NHK教育） - てれび戦士
- 志村の夜（2017年4月12日 - 、フジテレビ）
- 熱血BO-SO TV（2018年1月20日 - 2019年8月24日、千葉テレビ）会社見学中

### テレビドラマ
- 黄金鯱伝説グランスピアー（2013年10月5日 - 12月28日、東海テレビ） - 帯刀楓 役
  - 黄金鯱伝説グランスピアー 2ndシーズン（2014年4月5日 - 7月5日）
  - 黄金鯱伝説グランスピアー 新春スペシャル〜邪悪な剣ででらピンチ!〜（2015年1月4日）
- ドクターX〜外科医・大門未知子〜（2017年10月12日 - 12月14日、テレビ朝日）
- はぐれ署長の殺人急行 第3作（2018年1月22日、TBS） - 伊豆修善寺警察署 署員 役
- 警視庁ゼロ係（2018年、テレビ東京） - 川辺七海 役
- 今日から俺は!!（2018年、日本テレビ） - 木島宏美 役
- 3年A組 -今から皆さんは、人質です-（2019年2月17日、日本テレビ）
- 聖☆おにいさん第三紀二部　(2019年、NHK) -Doniesウエイトレス 役

### 舞台
- 『御宿かわせみ』（2016年5月3日 - 27日、明治座）[3]
- ミュージカル『雪のプリンセス』（2017年4月5日 - 9日、全労済ホール スペース・ゼロ）

### CM
- タマホーム、いつか花粉症がなくなる日まで編
- 博物館明治村、明治探検隊3兄弟IV・V - 長女ソンちゃん 役
- ACジャパン、あしなが育英会 面倒くさいこと編
- カンコー学生服、くるくるダンス募集編
- コイケヤ『ポリンキー』
- 大塚製薬『ポカリスエット』
- 築地銀だこ
- Spotify、飛行機編

### 映画
- インナーチャイルド（2013年3月3日、名古屋市立大学芸術工学部映像研究室） - 新田桂子（学生時代） 役
- ソ満国境 15歳の夏（2015年8月1日、パンドラ / ジャパン・スローシネマ・ネットワーク） - 今中和美 役
- ひだまりが聴こえる（2017年） - 樋口綾 役
- あのコの、トリコ。（2018年）
- くらやみ祭の小川さん（2019年）
- ヲタクに恋は難しい（2020年）

### ファッションショー
- NACO NAGOYA COLLECTION 2013 SPRING SUMMER